# Gau Ruhr

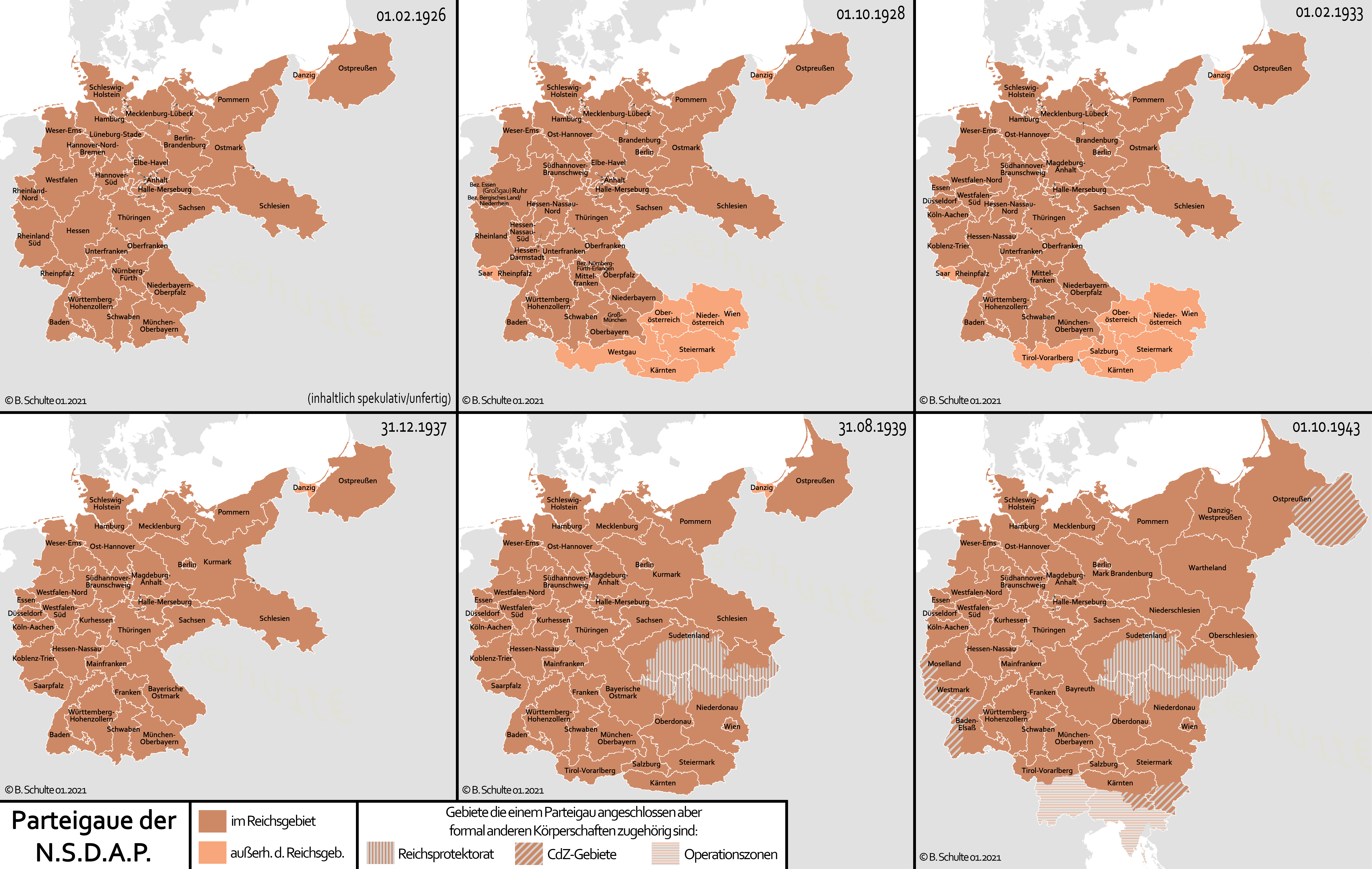
Gaue der NSDAP im Wandel der Jahre

Der Gau Ruhr war eine territoriale Gliederung der NSDAP. Der Gau existierte nur von 1926 bis 1928.

## Gliederung
Der Gau entstand im März 1926. Gegründet wurde er von Joseph Goebbels und Gregor Strasser. Vorgänger waren die Gaue „Westfalen“ und „Rheinland-Nord“.
Der Gau, auch „Groß-Gau Ruhr“ genannt, hatte seinen Sitz in Elberfeld, in der Auer Schulstraße 8. Der Gau bestand aus 10 Bezirken (darunter Emscher-Lippe) und umfasste das gesamte rheinisch-westfälische Industriegebiet, einschließlich Westfalen.
Gauleiter wurde Karl Kaufmann, vorher Gauleiter von „Rheinland-Nord“. Er hatte 1924 diesen Gau zusammen mit Joseph Goebbels und Franz Pfeffer von Salomon geschaffenen. Salomon war auch an der Gründung des Gaues „Westfalen“ beteiligt. Mit seinen zwei Parteikollegen leitete er auch den Gau zuerst, übernahm aber noch im selben Jahr die alleinige Leitung bis zur Aufspaltung des „Groß-Gaus“ im Sommer 1928.
Hitler sprach bei einer Versammlung des Gaues Ruhr am 15. Juni 1926 im Bochumer Vereinshaus. Dem folgten zwei weitere Reden im April 1927 in der Bochumer Gastronomie im Stadtpark sowie im November 1927 bei einer Parteiveranstaltung.
Am 1. Oktober 1928 wurde der Gau Ruhr in drei Teile, wegen ständiger Führungsstreitigkeiten, aufgelöst. In der Aufbauphase der NSDAP an Rhein und Ruhr war dieser Bezirk wesentlich von persönlichen Querelen, organisatorischem Dilettantismus und finanziellen Nöten geprägt.
Aus einem Teil wurde der neue Gau Westfalen gegründet, zum Gauleiter wurde Josef Wagner ernannt, Bochum wurde Gauhauptstadt. Dieser Gau wurde 1931 in die Gaue Westfalen-Nord und Westfalen-Süd (mit Wagner als Gauleiter) aufgeteilt.
Die beiden anderen Teile wurden gauunabhängige, der Reichsleitung der Partei direkt unterstellten Bezirke. Es entstanden der Bezirk Essen, der Reichsleitung direkt unterstellt und durch Josef Terboven verwaltet. Dieser Bezirk wurde 1930 der Gau Essen. Der dritte Teil war der Bezirk Bergisches Land/Niederrhein unter dem Bezirksleiter Fritz Härtl. Dieser Bezirk wurde, auch 1930, der Gau Düsseldorf.